# Aderus crassioricornis
Aderus crassioricornis is een keversoort uit de familie schijnsnoerhalskevers (Aderidae). De soort is voor het eerst wetenschappelijk beschreven in 1948 door Maurice Pic.